# Stephan Lafouge
Stephan Lafouge est un cavalier français de saut d'obstacles, né le 24 décembre 1970 à Marcheprime (Gironde). Avec Gabelou des Ores, un hongre Selle français né en 1994, il a été champion de France.

## Palmarès
- 2006 : Vainqueur de la Coupe des Nations  et 8e du Grand Prix du CSIO-5* de Rome (Italie), 2e de la Coupe des Nations et 16e du Grand Prix du CSIO-5* de Rotterdam (Pays-Bas), Meilleur cavalier de la Samsung super league avec Gabelou des Ores
- 2007 : 4e de la Coupe des Nations et 7e du Grand Prix du CSIO-5* de Hickstead (Grande-Bretagne) avec Gabelou des Ores
- 2008 : Champion de France Pro Elite à Fontainebleau avec Gabelou des Ores